# Salapia
Salapia (łac. Dioecesis Salapinus) – stolica historycznej diecezji w Italii erygowanej ok. roku 450, a włączonej w roku 1547 w skład diecezji Trani.
Współczesne miasto Trinitapoli w prowincji Barletta-Andria-Trani we Włoszech. Obecnie katolickie biskupstwo tytularne ustanowione w 1966 przez papieża Pawła VI.

## Biskupi tytularni
| Lp. | Biskup                     | Funkcja                               | Od                | Do                |
| --- | -------------------------- | ------------------------------------- | ----------------- | ----------------- |
| 1   | Guerino Grimaldi           | biskup pomocniczy Salerno (Włochy)    | 2 lutego 1968     | 19 marca 1971     |
| 2   | André Collini              | arcybiskup koadiutor Tuluzy (Francja) | 22 grudnia 1972   | 16 listopada 1978 |
| 3   | Manuel Eguiguren Galarraga | biskup pomocniczy El Beni (Boliwia)   | 30 listopada 1981 | 15 lipca 2012     |
| 4   | Paolo Selvadagi            | biskup pomocniczy Rzymu (Włochy)      | 14 czerwca 2013   |                   |